# Trichomanes
Trichomanes is een geslacht van ongeveer tweehonderd soorten varens uit de vliesvarenfamilie (Hymenophyllaceae). Het zijn kleine, terrestrische of lithofytische varens die enkel op zeer vochtige plaatsen te vinden zijn en geen vorst verdragen.
Het zijn voornamelijk tropische soorten. Trichomanes speciosum komt ook in Europa voor.

## Naamgeving
- Synoniemen: Achomanes Necker (1790), Bergera Schaffner ex Fée (1857), Craspedoneuron Van den Bosch (1861), Didymoglossum Desvaux (1827), Feea Bory (1824), Habrodictyon Van den Bosch (1861), Hemiphlebium Presl (1843), Holophlebium Christ (1897), Homoeotes Presl (1848), Hymenostachys Bory (1825), Lacostea van den Bosch (1861), Lecanium Presl (1843), Lecanolepis Pichi-Serm. (1973), Leptomanes Prantl (1875), Leucomanes Presl (1849-51), Maschalosorus van den Bosch (1861), Microgonium C. Presl (1843), Muelleria Schaffner ms. ex Fourn. (1872), Neuromanes Trev. (1851), Neuromanes v. d. Bosch. (1859), Neurophyllum Presl[non Torr. & Gray, Odontomanes Presl (1851), Pachychaetum Presl (1843), Phlebiophyllum van den Bosch (1861) , Polyphlebium Copeland (1938), Pteromanes Pichi-Serm. (1977), Ptilophyllum v. d. Bosch (1861), Pyxidaria Gled. (1764), Ragatelus Presl (1843), Trichomanes subgen. Vandenboschia (Copel.) Allan (1961), Trigonophyllum (Prantl) Pichi-Serm. (1977), Vandenboschia Copeland (1938)
- Engels: Bristle ferns

## Kenmerken
Trichomanes-soorten zijn kleine tot middelgrote, overblijvende planten. De bladen zijn bijna transparant, slechts één cellaag dik, en dragen geen huidmondjes. Ze zijn drie- tot viervoudig vertakt.
De sporenhoopjes zitten op de tot buiten het blad verlengde nerven en dragen trompet- of buisvormige dekvliesjes. Trichomanes onderscheidt zich van Hymenophyllum door het receptaculum, een haarvormig uitgroeisel van het sporenhoopje, dat als een borsteltje boven het dekvliesje uit steekt.
De gametofyten bestaat uit een vezelig prothallium en lijken op groene algen. Ze kunnen zich, onafhankelijk van de sporofyt, ongeslachtelijk voortplanten door knopvorming. De gametofyten zijn minder zeldzaam dan de sporofyten, en van enkele soorten zijn zelfs enkel de gametofyten bekend.

## Habitaten verspreiding
Trichomanes-soorten zijn terrestrische of lithofytische planten die vooral op zeer vochtige groeiplaatsen te vinden zijn, zoals op bemoste rotsen nabij watervallen of in grotopeningen. Ze kunnen geen vorst verdragen en komen voornamelijk in tropische streken voor.
Trichomanes speciosum, is ook in Europa inheems en komt vooral voor in Ierland en Groot-Brittannië. Van deze soort is de gametofyt ook in België en Luxemburg aangetroffen.

## Taxonomie enfylogenie
In de taxonomische beschrijving van Smith en anderen uit 2006 is het geslacht Trichomanes s.l. opgesplitst in acht monofyletische geslachten, Abrodictyum s.l., Callistopteris, Cephalomanes, Crepidomanes, Didymoglossum, Polyphlebium, Trichomanes s.s. en Vandenboschia. Desondanks omvat het geslacht nog ongeveer tweehonderd soorten.
De typesoort is Trichomanes crispum L. (1753).
Abrodictyum · Callistopteris · Cephalomanes · Crepidomanes · Didymoglossum · Hymenophyllum · Polyphlebium · Trichomanes · Vandenboschia